# Gare de Roa
La gare de Roa est une gare ferroviaire de la Gjøvikbanen, située dans la commune de Lunner en Norvège. 

## Situation ferroviaire
Établie à 313,2 m d'altitude, la gare est située à 57,74 km d'Oslo.

## Histoire
La gare fut ouverte en 1909 en même temps que la ligne de Bergen qui empruntait la ligne de Gjøvik d'Oslo à Roa puis elle bifurquait jusqu'à Hønefoss et ce jusqu'en 1989. Aujourd'hui, la gare est plus importante pour le trafic de marchandise (la ligne Roa-Hønefoss étant devenue une ligne réservée au transport de marchandises) alors qu'elle n'est plus qu'un simple arrêt passager de la Gjøvikbanen. 

## Service des voyageurs

### Accueil
Il n'y a ni guichet ni automate mais une salle d'attente, ouverte tous les jours de 4h15 à 23h.  Il y a également un kiosque et un service de consigne pour les bagages. 

### Desserte
La gare est desservie  par des trains locaux et régionaux en direction de Jaren, Gjøvik et Oslo.

### Intermodalité
La gare a un  parking d'environ 130 places. Un arrêt de bus se situe à proximité de la gare.